# Wojciech Müller
Wojciech Ryszard Müller (ur. 13 marca 1947 w Poznaniu, zm. 15 sierpnia 2018 tamże) – polski grafik i plastyk, profesor sztuk plastycznych, rektor poznańskiej uczelni artystycznej (1990–1996, 2002–2008).

## Życiorys
Syn Jana i Heleny. Absolwent Liceum Plastycznego im. Piotra Potworowskiego w Poznaniu (1966). W 1972 ukończył studia w Państwowej Wyższej Szkole Sztuk Plastycznych w Poznaniu. W latach 1972–1974 był wiceprzewodniczącym Ogólnopolskiego Komitetu Studentów Szkół Artystycznych.
Od 1974 zawodowo związany z macierzystą uczelnią, doszedł do stanowiska profesora zwyczajnego w Katedrze Scenografii oraz Katedrze Rysunku Uniwersytetu Artystycznego w Poznaniu. W 1992 otrzymał tytuł naukowy profesora sztuk plastycznych. W latach 1990–1996 pełnił funkcję rektora PWSSP (przekształconej pod koniec jego urzędowania w Akademię Sztuk Pięknych), od 2002 do 2008 zajmował stanowisko rektora ASP. Wykładał także na Uniwersytecie Zielonogórskim, był członkiem prezydium Rady Wyższego Szkolnictwa Artystycznego.
W pracy twórczej zajmował się grafiką, scenografią i organizowaniem widowisk plenerowych. W latach 70. współtworzył i był liderem grupy plastycznej Od Nowa (istniejącej w latach 1970–1978). Zrealizował około pięćdziesięciu indywidualnych wystaw krajowych i zagranicznych. w latach 1987–1998 był jurorem i przewodniczącym Rady Artystycznej Festiwalu Artystycznego Młodzieży Akademickiej (FAMY).

## Odznaczenia i wyróżnienia
Odznaczony Złotym Krzyżem Zasługi i Krzyżem Kawalerskim Orderu Odrodzenia Polski (2000). W 2008 otrzymał Srebrny Medal „Zasłużony Kulturze Gloria Artis”.
W 2017 Rada Miasta Poznania, w uznaniu dla wieloletniej pracy akademickiej i osiągnięć artystycznych ze szczególnym uwzględnieniem dokonań na rzecz rozwoju Uniwersytetu Artystycznego w Poznaniu, nadała mu odznaczenie „Zasłużony dla Miasta Poznania”.